# Na klancu
Na klancu è un romanzo dello scrittore sloveno Ivan Cankar pubblicato nel 1902.

## Trama
È la storia di Francka e Nežka, due sorelle completamente diverse. Francka inizia a raccontare la storia, in una famiglia senza padre e due figlie. Nežka ne combina di tutti i colori, ma la colpa e i rimproveri della madre si scaricano sempre sulla povera Francka, considerata la "pecora nera" in famiglia. Il giorno seguente, Francka sarebbe dovuta partire con il vicino Kovač per un pellegrinaggio sul Monte Santo. Ma la mattina seguente nessuno è ad attendere Francka. Lei corre dietro al carro, carro che si ferma solamente dopo alcuni chilometri per farla salire. A 14 anni, Francka va a lavorare dalla vedova Mariševka. Dopo due anni, Francka incontra un artista. Questo inizia a parlare del suo amore di nome Fanny. In quel momento la inizia chiamare Fanny. La conseguenza di questo incontro è il ritorno di Francka dalla madre. Una sera Tone Mihov inizia a corteggiarla, la conquista, sposandosi poi in primavera. Ma il giorno delle loro nozze, arriva in paese un altro artigiano che ruba gli affari a Tone. Così la famiglia è costretta a traslocare ed andare a vivere nella periferia del paese, Na Klancu. Per questo motivo il marito inizia ad ubriacarsi abbandonando poi la famiglia. Passa il tempo e Francka ha due figli. Lojze, il secondo figlio di Francka, è molto bravo a scuola, perciò i ricchi paesani gli finanziano gli studi a Lubiana, ma quanto inizia a peggiorare, lo lasciano al proprio destino. Nel frattempo si avverano le parole dell'artigiano: "Na klanec se bodo vrnili umirat", in italiano "ritorneranno a morire nel borgo". Toni ritorna, e muore il giorno dopo, Lojze ritorna da Lubiana, e, dopo il suo ritorno, la madre Francka muore; la figlia Francka si è recata a Lubiana a cercare Lojze; il futuro di Lojze è un mistero.